# Sandro Bazadze
Sandro Bazadze (en géorgien : სანდრო ბაზაძე, né le 29 juillet 1993 à Tbilissi) est un escrimeur géorgien qui pratique l'arme du sabre.

## Biographie
Il réside à New York et est droitier. Son maître d'armes est Merab Bazadze et il fait partie de l'équipe senior de sabre de la Géorgie avec son frère Beka. Il remporte la médaille d'or lors de l'épreuve de Coupe du monde 2014 à Bursa,. Champion d'Europe junior en 2013, premier Géorgien à obtenir ce titre, et champion d'Europe des moins de 23 ans en 2014, il atteint le tableau de 16 des Championnats du monde de Budapest en 2013 en étant battu par Max Hartung. Il est classé 24e en juillet 2014 par la FIE.
En janvier 2016, il est le premier Géorgien à remporter une seconde épreuve de Coupe du monde, le tournoi satellite d'Istanbul, en battant en finale le Canadien Joseph Polossifakis.

## Palmarès
- Championnats du monde :
  -  Médaille d'argent en individuel aux championnats du monde 2023 à Milan
  -  Médaille de bronze en individuel aux championnats du monde 2022 au Caire
- Championnats d'Europe :
  -  Médaille d'or en individuel aux championnats d'Europe 2023 à Plovdiv
  -  Médaille d'or en individuel aux championnats d'Europe 2022 à Antalya
  -  Médaille de bronze en individuel aux championnats d'Europe 2019 à Düsseldorf
  -  Médaille de bronze en individuel aux championnats d'Europe 2018 à Novi Sad
  -  Médaille de bronze en individuel aux championnats d'Europe 2017 à Tbilissi
- Jeux européens :
  -  Médaille d'or en individuel aux Jeux européens de 2023 à Cracovie